# Wagner Lopes
Wagner Lopes (呂比須 ワグナー Ropesu Wagunā?,  29 de enero de 1969) es un exfutbolista brasileño nacionalizado japonés. Nacido en Brasil como Wagner Augusto Lopes (ワギネル・アウグスト・ロペス Wagineru Augusuto Ropesu?), se naturalizó japonés después de algunos años jugando en el fútbol de ese país. Jugaba de delantero y su último club fue el Avispa Fukuoka de Japón. Actualmente no dirige a ningún equipo.
Participó en la Copa Mundial de Francia 1998.

## Selección nacional
Fue internacional con la Selección de Japón, jugó 20 partidos internacionales y anotó 5 goles.

## Clubes

### Como jugador
| País              | Club                 | Año       |
| ----------------- | -------------------- | --------- |
| Bandera de Brasil | São Paulo            | 1985-1987 |
| Bandera de Japón  | Nissan Motors        | 1987-1990 |
| Bandera de Japón  | Kashiwa Reysol       | 1990-1994 |
| Bandera de Japón  | Honda F.C.           | 1995-1996 |
| Bandera de Japón  | Bellmare Hiratsuka   | 1997-1998 |
| Bandera de Japón  | Nagoya Grampus Eight | 1999-2000 |
| Bandera de Japón  | F.C. Tokyo           | 2001      |
| Bandera de Japón  | Avispa Fukuoka       | 2001-2002 |

### Como entrenador
| País              | Club                    | Año       |
| ----------------- | ----------------------- | --------- |
| Bandera de Brasil | Paulista (asistente)    | 2005-2007 |
| Bandera de Brasil | Paulista                | 2010      |
| Bandera de Brasil | Pão de Açucar           | 2010      |
| Bandera de Brasil | Paulista                | 2011      |
| Bandera de Japón  | Gamba Osaka (asistente) | 2012      |
| Bandera de Brasil | Comercial               | 2012-2013 |
| Bandera de Brasil | São Bernardo            | 2013      |
| Bandera de Brasil | Botafogo SP             | 2014      |
| Bandera de Brasil | Criciúma                | 2014      |
| Bandera de Brasil | Atlético Goianiense     | 2014      |
| Bandera de Brasil | Goiás                   | 2015      |
| Bandera de Brasil | Bragantino              | 2015      |
| Bandera de Brasil | Atlético Goianiense     | 2016      |
| Bandera de Brasil | Sampaio Corrêa          | 2016      |
| Bandera de Brasil | Paraná                  | 2017      |
| Bandera de Japón  | Albirex Niigata         | 2017      |
| Bandera de Brasil | Paraná                  | 2018      |
| Bandera de Brasil | Atlético Goianiense     | 2018-2019 |
| Bandera de Brasil | Botafogo SP             | 2020-     |

## Estadísticas

### Como futbolista

#### Clubes
| Club | Div.          | Temporada     | Liga  | Liga  | Liga   | Copas nacionales(1) | Copas nacionales(1) | Copas nacionales(1) | Copas internacionales(2) | Copas internacionales(2) | Copas internacionales(2) | Total | Total | Total  | Media goleadora(3) |
| Club | Div.          | Temporada     | Part. | Goles | Asist. | Part.               | Goles               | Asist.              | Part.                    | Goles                    | Asist.                   | Part. | Goles | Asist. | Media goleadora(3) |
| --- | ------------- | ------------- | ----- | ----- | ------ | ------------------- | ------------------- | ------------------- | ------------------------ | ------------------------ | ------------------------ | ----- | ----- | ------ | ------------------ |
| Nissan Motors Japón |               |               |       |       |        |                     |                     |                     |                          |                          |                          |       |       |        |                    |
| 1.ª | 1987-88       | 21            | 8     |       |        |                     |                     | —                   | —                        | —                        | 21                       | 8     |       | 0,38   |                    |
| 1.ª | 1988-89       | 15            | 3     |       |        |                     |                     | —                   | —                        | —                        | 15                       | 3     |       | 0,20   |                    |
| 1.ª | 1989-90       | 13            | 1     |       | 4      | 0                   |                     | —                   | —                        | —                        | 17                       | 1     |       | 0,06   |                    |
| Total club | Total club    | 49            | 12    |       | 4      | 0                   |                     | 0                   | 0                        | 0                        | 53                       | 12    |       | 0,23   |                    |
| Hitachi Japón |               |               |       |       |        |                     |                     |                     |                          |                          |                          |       |       |        |                    |
| 2.ª | 1990-91       | 23            | 33    |       | 1      | 0                   |                     | —                   | —                        | —                        | 24                       | 33    |       | 1,38   |                    |
| 1.ª | 1991-92       | 20            | 4     |       | 3      | 4                   |                     | —                   | —                        | —                        | 23                       | 8     |       | 0,35   |                    |
| 2.ª | 1992          | 17            | 13    |       | —      | —                   | —                   | —                   | —                        | —                        | 17                       | 13    |       | 0,76   |                    |
| Total club | Total club    | 60            | 50    |       | 4      | 4                   |                     | 0                   | 0                        | 0                        | 64                       | 54    |       | 0,84   |                    |
| Kashiwa Reysol Japón |               |               |       |       |        |                     |                     |                     |                          |                          |                          |       |       |        |                    |
| 2.ª | 1993          | 18            | 18    |       | 0      | 0                   | 0                   | —                   | —                        | —                        | 18                       | 18    |       | 1,00   |                    |
| 2.ª | 1994          | 18            | 17    |       | 1      | 0                   |                     | —                   | —                        | —                        | 19                       | 17    |       | 0,89   |                    |
| Total club | Total club    | 36            | 35    |       | 1      | 0                   |                     | 0                   | 0                        | 0                        | 37                       | 35    |       | 0,95   |                    |
| Honda F.C. Japón |               |               |       |       |        |                     |                     |                     |                          |                          |                          |       |       |        |                    |
| 2.ª | 1995          | 30            | 31    |       | 1      | 0                   |                     | —                   | —                        | —                        | 31                       | 31    |       | 1,00   |                    |
| 2.ª | 1996          | 30            | 36    |       | 2      | 1                   |                     | —                   | —                        | —                        | 32                       | 37    |       | 1,16   |                    |
| Total club | Total club    | 60            | 67    |       | 3      | 1                   |                     | 0                   | 0                        | 0                        | 63                       | 68    |       | 1,08   |                    |
| Bellmare Hiratsuka Japón |               |               |       |       |        |                     |                     |                     |                          |                          |                          |       |       |        |                    |
| 1.ª | 1997          | 27            | 18    |       | 9      | 12                  |                     | —                   | —                        | —                        | 36                       | 30    |       | 0,83   |                    |
| 1.ª | 1998          | 29            | 18    |       | 2      | 0                   |                     | —                   | —                        | —                        | 31                       | 18    |       | 0,58   |                    |
| Total club | Total club    | 56            | 36    |       | 11     | 12                  |                     | 0                   | 0                        | 0                        | 67                       | 48    |       | 0,72   |                    |
| Nagoya Grampus Eight Japón |               |               |       |       |        |                     |                     |                     |                          |                          |                          |       |       |        |                    |
| 1.ª | 1999          | 23            | 13    |       | 11     | 6                   |                     | —                   | —                        | —                        | 34                       | 19    |       | 0,56   |                    |
| 1.ª | 2000          | 28            | 10    |       | 6      | 1                   |                     | 2                   | 2                        |                          | 36                       | 13    |       | 0,36   |                    |
| Total club | Total club    | 51            | 23    |       | 17     | 7                   |                     | 2                   | 2                        |                          | 70                       | 32    |       | 0,46   |                    |
| F.C. Tokyo Japón |               |               |       |       |        |                     |                     |                     |                          |                          |                          |       |       |        |                    |
| 1.ª | 2001          | 10            | 3     |       | 2      | 4                   |                     | —                   | —                        | —                        | 12                       | 7     |       | 0,58   |                    |
| Total club | Total club    | 10            | 3     |       | 2      | 4                   |                     | 0                   | 0                        | 0                        | 12                       | 7     |       | 0,58   |                    |
| Avispa Fukuoka Japón |               |               |       |       |        |                     |                     |                     |                          |                          |                          |       |       |        |                    |
| 1.ª | 2001          | 8             | 7     |       | 0      | 0                   | 0                   | —                   | —                        | —                        | 8                        | 7     |       | 0,88   |                    |
| 2.ª | 2002          | 19            | 6     |       | 2      | 0                   |                     | —                   | —                        | —                        | 21                       | 6     |       | 0,29   |                    |
| Total club | Total club    | 27            | 13    |       | 2      | 0                   |                     | 0                   | 0                        | 0                        | 29                       | 13    |       | 0,45   |                    |
| Total carrera | Total carrera | Total carrera | 349   | 239   | 0      | 44                  | 28                  | 0                   | 2                        | 2                        | 0                        | 395   | 269   | 0      | 0,68               |
| (1) Incluye datos de Copa del Emperador (1987-2002), Copa Japan Soccer League (1987-1991), Copa J. League (1993-1994, 1997-2001) y Supercopa de Japón (2000). (2) Incluye datos de Recopa de la AFC (2000-01). (3) No incluye goles en partidos amistosos. |               |               |       |       |        |                     |                     |                     |                          |                          |                          |       |       |        |                    |

#### Selección nacional
| Selección | Temporada     | Asia(A) | Asia(A) | Asia(A) | Mundiales(B) | Mundiales(B) | Mundiales(B) | Amistosos | Amistosos | Amistosos | Total | Total | Total  | Media goleadora |
| Selección | Temporada     | Part.   | Goles   | Asist.  | Part.        | Goles        | Asist.       | Part.     | Goles     | Asist.    | Part. | Goles | Asist. | Media goleadora |
| --- | ------------- | ------- | ------- | ------- | ------------ | ------------ | ------------ | --------- | --------- | --------- | ----- | ----- | ------ | --------------- |
| Absoluta Japón |               |         |         |         |              |              |              |           |           |           |       |       |        |                 |
| 1997 | —             | —       | —       | 6       | 3            | 1            | —            | —         | —         | 6         | 3     | 1     | 0,50   |                 |
| 1998 | —             | —       | —       | 3       | 0            | 1            | 4            | 0         | 0         | 7         | 0     | 1     | 0,00   |                 |
| 1999 | 3             | 2       |         | —       | —            | —            | 4            | 0         |           | 7         | 2     | 0     | 0,29   |                 |
| Total | 3             | 2       | 0       | 9       | 3            | 2            | 8            | 0         | 0         | 20        | 5     | 2     | 0,25   |                 |
| Total carrera | Total carrera | 3       | 2       | 0       | 9            | 3            | 2            | 8         | 0         | 0         | 20    | 5     | 2      | 0,25            |
| (A) Incluye datos de fases de clasificación para campeonatos asiáticos y Copa América 1999. (B) Incluye datos de fases de clasificación para campeonatos mundiales. |               |         |         |         |              |              |              |           |           |           |       |       |        |                 |

##### Goles internacionales
| No | Fecha                  | Sede                                                    | Oponente               | Gol | Resultado | Competición                                          | Ref. |
| -- | ---------------------- | ------------------------------------------------------- | ---------------------- | --- | --------- | ---------------------------------------------------- | ---- |
| 1. | 11 de octubre de 1997  | Pakhtakor Markaziy, Taskent, Uzbekistán                 | Uzbekistán             | 1–1 | 1–1       | Eliminatorias para la Copa Mundial de Fútbol de 1998 |      |
| 2. | 26 de octubre de 1997  | Estadio Nacional, Tokio, Japón                          | Emiratos Árabes Unidos | 1–0 | 1–1       | Eliminatorias para la Copa Mundial de Fútbol de 1998 |      |
| 3. | 1 de noviembre de 1997 | Estadio Olímpico, Seúl, Corea del Sur                   | Corea del Sur          | 2–0 | 2–0       | Eliminatorias para la Copa Mundial de Fútbol de 1998 |      |
| 4. | 29 de junio de 1999    | Defensores del Chaco, Asunción, Paraguay                | Perú                   | 1–0 | 2–3       | Copa América 1999                                    |      |
| 5. | 5 de julio de 1999     | Monumental Río Parapití, Pedro Juan Caballero, Paraguay | Bolivia                | 1–1 | 1–1       | Copa América 1999                                    |      |

##### Participaciones en fases finales
| Torneo               | Sede     | Resultado    | Partidos | Goles |
| -------------------- | -------- | ------------ | -------- | ----- |
| Copa Mundial de 1998 | Francia  | Primera fase | 3        | 0     |
| Copa América 1999    | Paraguay | Primera fase | 3        | 2     |

#### Resumen estadístico
|                       | Partidos | Goles | Promedio |
| --------------------- | -------- | ----- | -------- |
| Liga                  | 349      | 239   | 0,68     |
| Copas nacionales      | 44       | 28    | 0,64     |
| Copas internacionales | 2        | 2     | 1        |
| Selección de Japón    | 20       | 5     | 0,25     |
| Total                 | 415      | 274   | 0,66     |

## Palmarés

### Como futbolista
Títulos regionales
| Título              | Club      | Estado    | Año  |
| ------------------- | --------- | --------- | ---- |
| Campeonato Paulista | São Paulo | São Paulo | 1985 |
| Campeonato Paulista | São Paulo | São Paulo | 1987 |

#### Títulos nacionales
| Título                         | Club                 | País   | Año  |
| ------------------------------ | -------------------- | ------ | ---- |
| Brasileirão                    | São Paulo            | Brasil | 1986 |
| Copa JSL                       | Nissan Motors        | Japón  | 1988 |
| Copa del Emperador             | Nissan Motors        | Japón  | 1988 |
| Japan Soccer League            | Nissan Motors        | Japón  | 1989 |
| Copa JSL                       | Nissan Motors        | Japón  | 1989 |
| Copa del Emperador             | Nissan Motors        | Japón  | 1989 |
| Japan Soccer League            | Nissan Motors        | Japón  | 1990 |
| Copa JSL                       | Nissan Motors        | Japón  | 1990 |
| Japan Soccer League Division 2 | Hitachi              | Japón  | 1992 |
| Japan Football League          | Honda F.C.           | Japón  | 1996 |
| Copa del Emperador             | Nagoya Grampus Eight | Japón  | 1999 |

#### Distinciones individuales
| Distinción                                      | Año  |
| ----------------------------------------------- | ---- |
| Máximo goleador de la JSL 2                     | 1991 |
| JSL 2 Best XI                                   | 1991 |
| Máximo goleador de la JFL                       | 1992 |
| JFL Best XI                                     | 1992 |
| JFL Best XI                                     | 1993 |
| Máximo goleador de la JFL                       | 1995 |
| JFL Best XI                                     | 1995 |
| JFL Best XI                                     | 1996 |
| Máximo goleador de la JFL                       | 1996 |
| Máximo goleador de la Copa J. League            | 1997 |
| Premio al Jugador de Excelencia de la J. League | 1997 |
| Máximo goleador de la Copa J. League            | 1999 |
| Máximo goleador de la Copa J. League            | 2001 |

### Como entrenador

#### Títulos regionales
| Título        | Club     | Estado    | Año  |
| ------------- | -------- | --------- | ---- |
| Copa Paulista | Paulista | São Paulo | 2011 |